# Atena clasică
Atena clasică (în greacă veche Ἀθῆναι, Athênai [atʰɛ̂ːnai̯], în greacă Αθήναι, Athine [aˈθine]) a fost cel mai mare oraș-stat din Grecia antică în perioada clasică.
Situată în peninsula Attica, Atena a condus Liga de la Delos în Războiul peloponesiac dus împotriva Spartei și Ligii peloponesiace. Democrația ateniană a fost înființată în 508 î.Hr., sub Clistene, succedând tiraniei lui Isagoras⁠(d). Acest sistem a rămas remarcabil de stabil și, cu câteva scurte întreruperi, a rămas în vigoare timp de 180 de ani, până în 322 î.Hr. (după războiul Lamian). Apogeul hegemoniei ateniene a fost atins în anii 440-430 î.Hr., perioadă cunoscut sub numele de epoca lui Pericle⁠(d).
Atena a fost un factor determinant în evoluția istorică și culturală din perioada clasică, prin dezvoltarea unei democrații funcționale și promovarea acestei forme de guvernământ în orașe-stat aliate sau cucerite, alături de realizări culturale deosebite în filosofie, arhitectură, arte plastice și teatrale.

## Cultură

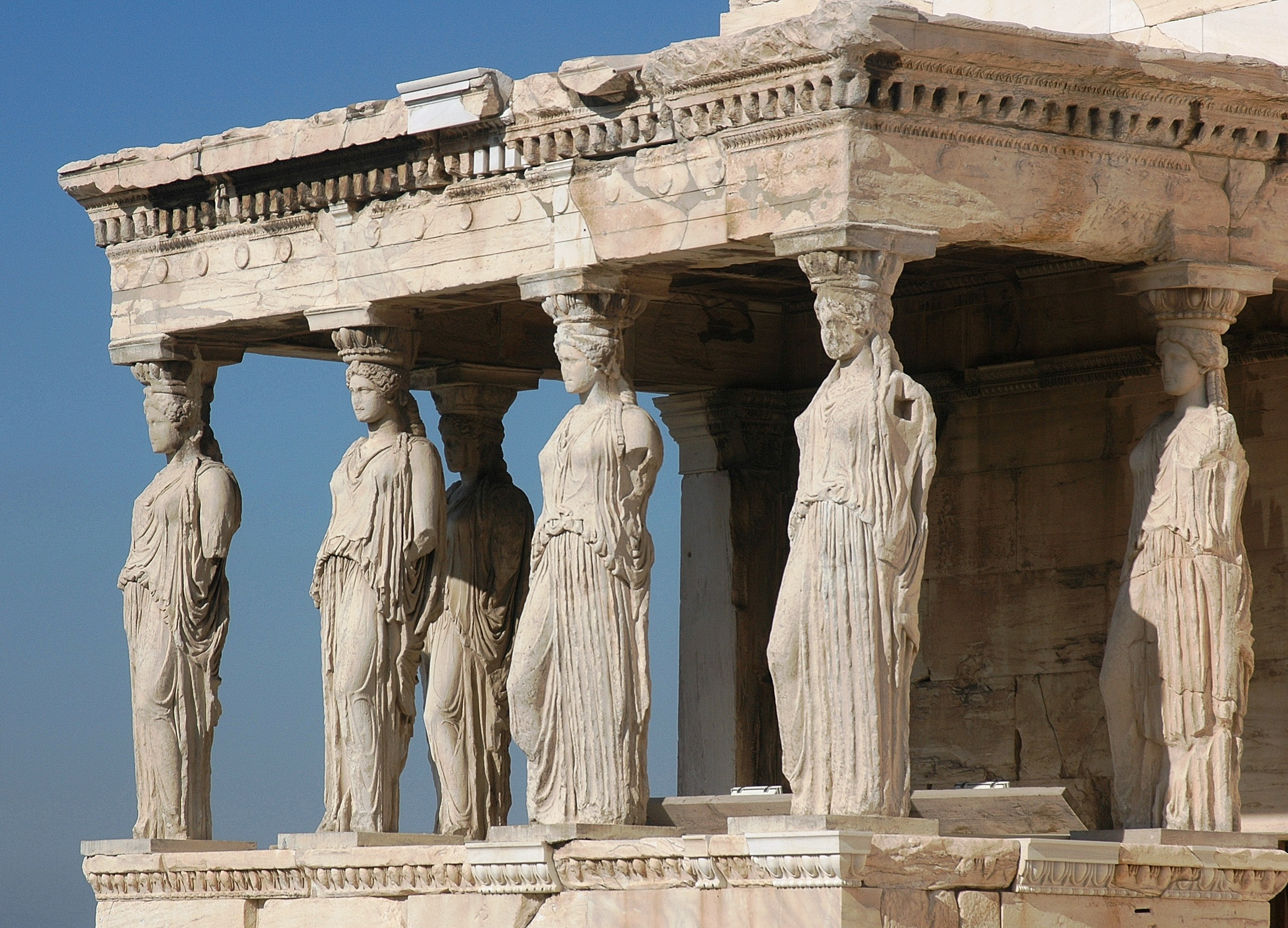
Statuile Karyatides ale Erechtheion de pe Acropola sa.

Perioada de la sfârșitul războaielor persane până la cucerirea macedoneană a marcat apogeul Atenei ca centru al literaturii, al filosofiei (vezi filozofia greacă) și al artelor (vezi teatrul grecesc). Unele dintre cele mai importante figuri ale istoriei culturale și intelectuale occidentale au trăit la Atena în această perioadă: dramaturgii Eschil, Aristofan, Euripide și Sofocle, filozofii Aristotel, Platon și Socrate, istoricii [[]o]dotus]] și Xenophon, poetul Simonide și sculptorul Fidias. Principalul om de stat al acestei perioade a fost Pericles, care a folosit tributul plătit de membrii Ligii Delian pentru a construi Parthenonul și alte mari monumente ale Atenei clasice. Orașul a devenit, în cuvintele lui Pericle, o educație pentru Hellas (de obicei citată ca „școala Hellas [Grecia]”).

## Orașul

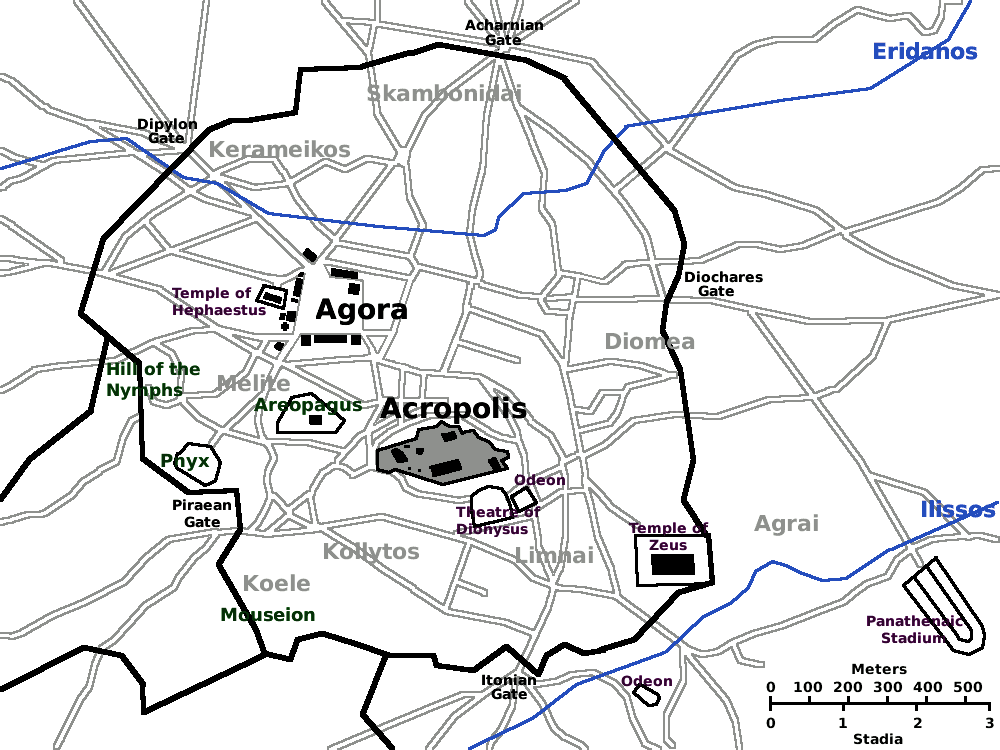
Harta Atenei antice arătând Acropola în mijloc, Agora la nord-vest și zidurile orașului.

Atena se afla în Attica, la aproximativ 30 de stadii de mare, pe versantul de sud-vest al Muntele Lycabettus, între micile râuri Cephissus la vest, de la Therissos, la Elissos, dan la [[Ilissos,]dan (Atena)|Eridanos]] la nord, acesta din urmă curge prin oraș. Orașul cu ziduri măsura aproximativ 1,5 km (0,93 mi) în diametru, deși la apogeul său orașul avea suburbii care se extindeau cu mult dincolo de aceste ziduri. Acropola era chiar la sud de centrul acestei zone zidite.
Orașul a fost ars de Xerxes în 480 î.Hr., dar a fost reconstruit în curând sub administrarea lui Temistocle și a fost împodobit cu clădiri publice de Cimon și în special de Pericle, în timpul căruia (461–429 î.Hr.) a atins cel mai mare grad. Frumusețea sa se datora în principal clădirilor sale publice, căci casele private erau în mare parte nesemnificative, iar străzile sale prost amenajate. Spre sfârșitul Războiului Peloponesian, acesta conținea mai mult de 10.000 de case,care la o rată de 12 locuitori la o casă ar da o populație de 120.000, deși unii scriitori fac din locuitori până la 180.000.
Atena era formată din două părți distincte:
- Orașul, propriu-zis așa numit, împărțit în Orașul de Sus sau Acropole și Orașul de Jos, înconjurat cu ziduri de Temistocle.
- Orașul port Piraeus, înconjurat și el cu ziduri de Temistocle și legat de oraș prin Zidurile Lungi, construit sub Conon și Pericle.

## Putere militară

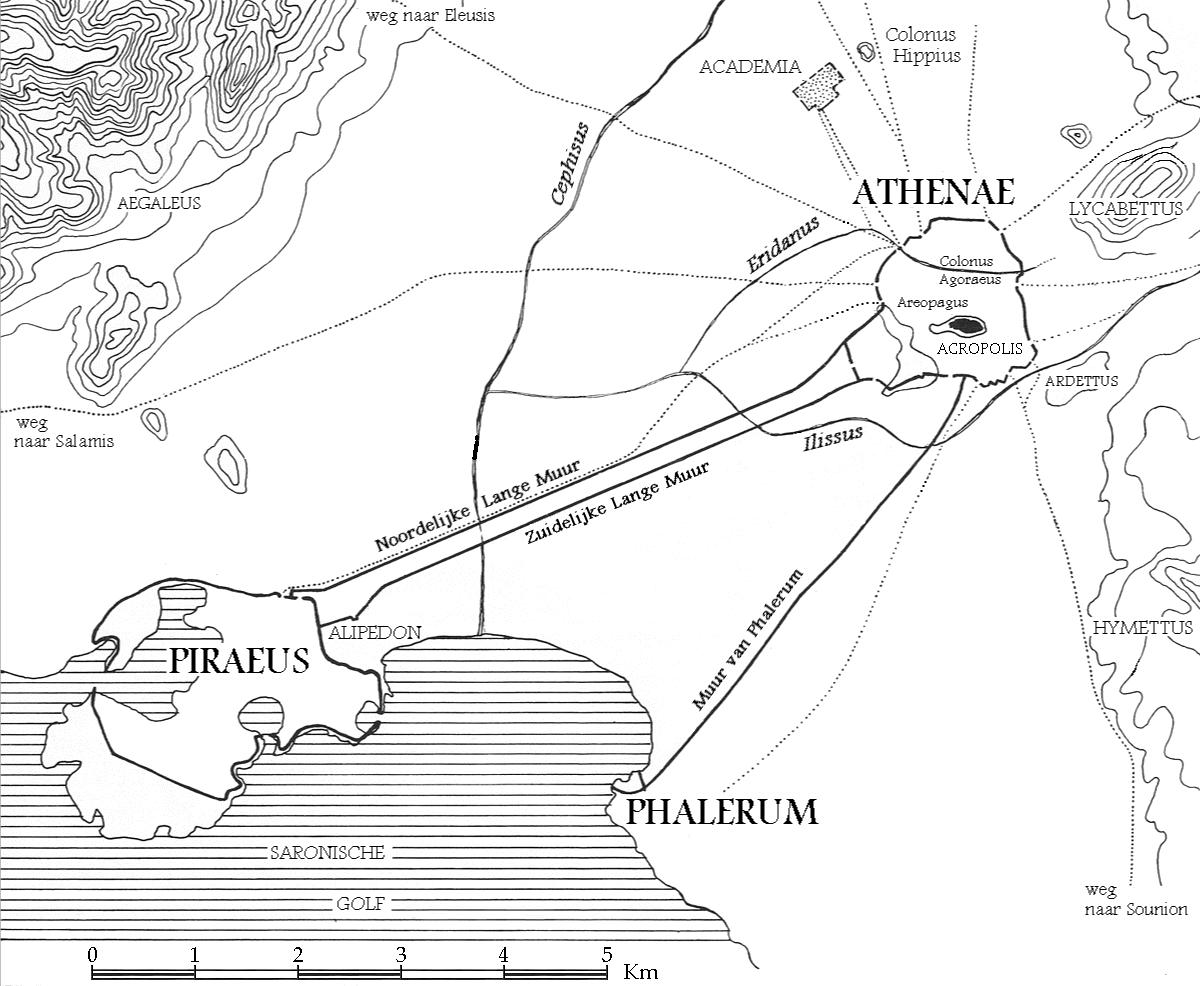
Orașul propriu-zis era conectat de portul Pireu prin două ziduri de apărare.

Atena a participat și coordonat alături de Sparta lupta în războaiele medice, dar a intrat în conflict cu Sparta și aliații ei în războiul peloponesiac dupa formarea Ligii de la Delos. Orașul-stat a intrat sub influența macedonienilor după 338 î. Hr. 